# Tylodinidae
Tylodinidae — семейство морских улиток, или ложных блюдечек, морских заднежаберных брюхоногих моллюсков надсемейства Umbraculoidea.

## Классификация
В исследовании, опубликованном в 2021 г. род Anydolyta предлагают рассматривать как младший синоним Tylodina.
Семейство включает в себя один род:
- Tylodina Rafinesque, 1814